# British Academy Film Awards 1949
Die zweite Verleihung der British Academy Film Awards zeichnete die besten Filme von 1948 aus.

## Preisträger und Nominierungen

### Bester britischer Film
Kleines Herz in Not (The Fallen Idol) – Regie: Carol Reed
Hamlet – Regie: Laurence Olivier
Oliver Twist – Regie: David Lean
Wettfahrt mit dem Tode (Once A Jolly Swagman) – Regie: Jack Lee
Die Roten Schuhe (The Red Shoes) – Regie: Michael Powell, Emeric Pressburger
Scotts letzte Fahrt (Scott of the Antarctic) – Regie: Charles Frend
Die Stimme des Gewissens (The Small Voice) – Regie: Fergus McDonell

### Bester Film
Hamlet – Regie: Laurence Olivier
Im Kreuzfeuer (Crossfire) – Regie: Edward Dmytryk
Kleines Herz in Not (The Fallen Idol) – Regie: Carol Reed
Lüge einer Sommernacht (4 passi fra le nuvole) – Regie: Alessandro Blasetti
Monsieur Vincent – Regie: Maurice Cloche
Stadt ohne Maske (The Naked City) – Regie: Jules Dassin
Paisà – Regie: Roberto Rossellini

### Bester spezialisierter Film
Atomic Physics – Unbekannt
Bear that Got a Peacock's Tail – Regie: Unbekannt
Tom gibt ein Konzert (The Cat Concerto) – Regie: William Hanna, Joseph Barbera
Divided World – Regie: Unbekannt
Gandhi's Funeral (Paramount British Newsreel)
Norman McLaren Abstract Reel – Regie: Norman McLaren
Rubens – Regie: Roland Verhavert
Your Children’s Sleep – Regie: Unbekannt

### United Nations Award
Atomic Physics – Unbekannt
Hungry Minds – Unbekannt
Der Fall Winslow (The Winslow Boy) – Anthony Asquith

### Bester Dokumentarfilm
Louisiana-Legende (Louisiana Story) – Robert J. Flaherty
Farrebique – Unbekannt
Is Everybody Listening? – Unbekannt
Shadow of the Ruhr – Sergei Nolbandov
Those Blasted Kids (De pokkers unger) – Astrid Henning-Jensen, Bjarne Henning-Jensen
Three Dawns to Sydney – Unbekannt